# The botten is nådd!
The botten is nådd! gavs ut den 25 april 2003. Albumet är Timbuktus tredje studioalbum, vilket blev hans kommersiella genombrott.
Hitlåten och titelspåret "The botten is nådd" slog igenom rejält och spelades ofta i Sveriges Radio.[källa behövs]

## Namnet
Albumets namn är inspirerat av en kommentar fälld av tennisspelaren Björn Borgs tränare Lennart Bergelin i början av 1970-talet: "The bottom is nådd".:14

## Låtlista
1. "Lobbyn om 5" med Chords
2. "Ta de lugnt"
3. "Din lian i rapdjungelen"
4. "De luktar rök"
5. "För länge sen" med Chords & Supreme
6. "Strö lite socker på mej"
7. "The botten is nådd"
8. "En jävel på två hjul" med DJ Amato
9. "Ett brev"
10. "Dynamit" med Peps & The Peptones
11. "Flunitrazepam"
12. "Fuck d" med Daniel Boyacioglu